# Allium trachycoleum
Allium trachycoleum är en amaryllisväxtart som beskrevs av Per Erland Berg Wendelbo. Allium trachycoleum ingår i släktet lökar, och familjen amaryllisväxter. Inga underarter finns listade i Catalogue of Life.